# Myrmechusa katangensis
Myrmechusa katangensis – gatunek chrząszcza z rodziny kusakowatych i podrodziny Aleocharinae.
Gatunek ten został opisany w 1965 roku przez Tonyę Ann Koblick i Davida Kistnera.
Owad myrmekofilny, prawdopodobnie związany z mrówkami z podrodzaju Dorylus (Anomma).
Chrząszcz afrotropikalny, znany z Demokratycznej Republiki Konga i Tanzanii.